# Vij (film 1909)
Vij (Вий) è un cortometraggio muto del 1909 diretto da Vasilij Michajlovič Gončarov, basato sull'omonimo racconto di Gogol'.